# Franjo Sterle
Franjo Sterle (tudi France Sterle, Franjo Strle in Franz Sterle), slovenski slikar in risar, * 7. maj 1889, Dolenja vas pri Cerknici, † 28. april 1930, London.

## Življenjepis
Po končani osnovni šoli v Ljubljani je med letoma 1903 in 1905 obiskoval oddelek za kiparstvo umetnoobrtne strokovne šole, za tem do leta 1908 še strokovno šolo za lesno industrijo, kjer se je odlikoval v dekorativnem risanju. Med letoma 1909 in 1912 je študiral na dunajski akademiji, med prvo svetovno vojno je bila mobiliziran. Leta 1922 je bil soustanovitelj šole Probuda v Ljubljani, ki jo je vodil do leta 1925, nato je deloval kot svobodni umetnik ter potoval po Italiji, Korziki, Južni Franciji in Angliji, kjer je leta 1930 umrl kot pešec v prometni nesreči z motociklistom. Slikal je z oljem ter risal z ogljem in svinčnikom, ustvarjal je predvsem portrete ter občasno krajine. 